# 286
Évszázadok: 2. század – 3. század – 4. század
Évtizedek: 230-as évek – 240-es évek – 250-es évek – 260-as évek – 270-es évek – 280-as évek – 290-es évek – 300-as évek – 310-es évek – 320-as évek – 330-as évek
Évek: 281 – 282 – 283 – 284 –  285 – 286 – 287 – 288 – 289 – 290 – 291

## Események

### Római Birodalom
- Marcus Iunius Maximust és Vettius Aquilinust választják consulnak.
- Tavasszal Maximianus leveri a bagaudák galliai felkelését, majd legyőzi a provinciába betörő germánokat (burgundokat, alemannokat, chaibonokat és herulokat).
- Diocletianus császár augustusi címet adományoz Maximianusnak, ezzel társuralkodóvá emelve őt.
- Diocletianus a keleti provinciák helyzetét stabilizálja, asiai telepeseket küld a barbár pusztítások miatt elnéptelenedett Trákiába és eljut Syria Palaestina provinciáig.
- Maximianus a kalózokkal való összejátszással vádolja Carausiust, a britanniai flotta parancsnokát és elrendeli a kivégzését. Carausisus fellázad és Britannia, valamint Észak-Gallia császárává kiáltja ki magát.

## Halálozások
- Crispinus és Crispinianus, keresztény vértanúk

## Fordítás
- Ez a szócikk részben vagy egészben  a(z)   286 című angol Wikipédia-szócikk ezen változatának fordításán alapul.  Az eredeti cikk szerkesztőit annak laptörténete sorolja fel. Ez a jelzés csupán a megfogalmazás eredetét és a szerzői jogokat jelzi, nem szolgál a cikkben szereplő információk forrásmegjelöléseként.